# بتلز وارف (آلاباما)
بتلز وارف (به انگلیسی: Battles Wharf) یک منطقهٔ مسکونی در ایالات متحده آمریکا است که در شهرستان بالدوین، آلاباما واقع شده‌است. بتلز وارف ۲٫۱۳ متر بالاتر از سطح دریا واقع شده‌است.